# Mori Arinori

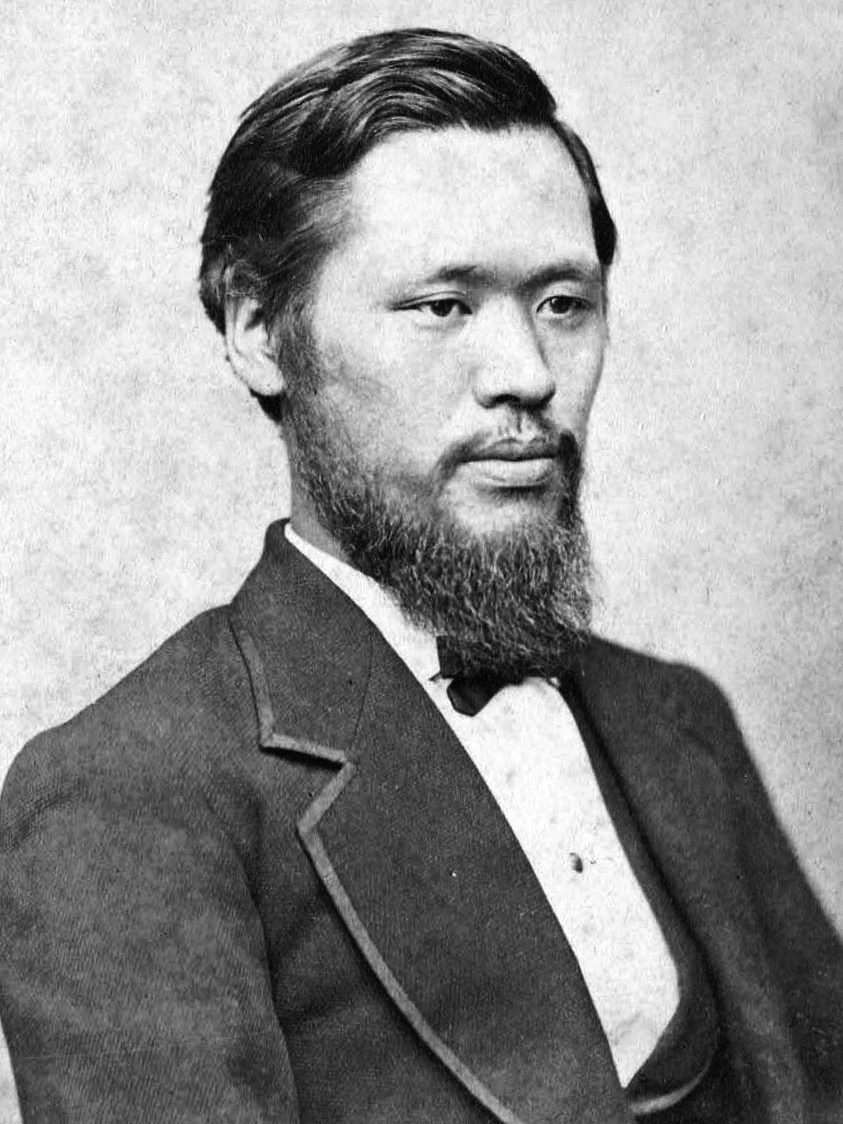
Mori Arinori en 1871

El vizconde Mori Arinori (森 有礼?  23 de agosto de 1847-12 de febrero de 1889) fue un político y diplomático japonés de la Era Meiji que está considerado como el fundador del sistema educativo japonés moderno. «Personalidad iconoclasta y controvertida, Mori encarnó la modernización a la japonesa».

## Biografía
Fue uno de los primeros japoneses que vivió en Inglaterra, cuando aún no había cumplido los 18 años. Viajó a Rusia y a los Estados Unidos, donde se convirtió al protestantismo. Cuando volvió a Japón poco después de la restauración Meiji compaginó el servicio al Estado con la actividad intelectual. Así, fue uno de los fundadores de la primera sociedad filosófica japonesa, la Meirokusha.
Fue un firme defensor de la occidentalización de Japón y llegó a proponer sustituir el japonés por el inglés porque consideraba que la lengua japonesa no se adaptaba al mundo moderno —aunque su idea no fue aceptada, sí que consiguió acelerar la reforma y la simplificación de la lengua japonesa escrita-. Cuando se casó en 1875 lo hizo mediante una ceremonia civil a la occidental donde los contrayentes firmaron un contrato de matrimonio libre y consentido y reivindicó la igualdad entre hombres y mujeres. La pareja acabará divorciándose.
Entre 1870 y 1884 Mori desempeñó varias misiones diplomáticas. Fue el primer embajador de Japón en Estados Unidos, y después fue el embajador japonés en Reino Unido y China. En 1885 fue nombrado ministro de Educación en el primer gobierno japonés organizado a la occidental. Desde ese puesto se propuso desarrollar su idea de que la educación debía favorecer el desarrollo intelectual, mental y físico de los alumnos, para poner sus capacidades al servicio del país. Así introdujo cambios profundos en el sistema educativo, modernizando sus contenidos e introduciendo también los ejercicios militares en las escuelas.
El 11 de febrero de 1889, cuando estaba en su casa preparándose para acudir a la solemne ceremonia presidida por el emperador en la que se promulgaría la Constitución de Japón, la primera de su historia, fue apuñalado en el vientre por Nishino Buntarô, un joven empleado de la Oficina de Trabajos públicos de 23 años que se había presentado en su domicilio para alertarle de que existía un complot contra él. Mori fue traslado al hospital donde murió al amanecer del día siguiente —los mejores cirujanos no estaban en el hospital pues había acudido a la ceremonia imperial—. En el cuerpo del asesino, que había muerto por los sablazos de uno de los guardias de Mori, se encontró un papel en el que se alegaba como justificación del atentado un supuesto sacrilegio cometido por Mori en el gran santuario de Ise dos años antes —durante una visita había levantado con su bastón un velo sagrado para ver que había detrás y Niishino que estaba ese día en el templo sintoísta lo había visto—. Por otro lado parece que Nishino se había hecho eco de la creciente impopularidad del ministro Mori entre los estudiantes de la Universidad de Tokio a causa del aumento de las tasas universitarias y de la acusación que les había lanzado recientemente el ministro de ser responsables del incendio de una residencia universitaria en el que había muerto un estudiante.
El entierro tuvo lugar el 16 de febrero siguiendo el rito sintoísta. «Un inmenso cortejo de alumnos y estudiantes acompañó al ministro, así como un escuadrón de caballería y un batallón de infantería. Todos los dignatarios del régimen estuvieron presentes, así como los representantes del cuerpo diplomático y un gran número de miembros de la comunidad extranjera. El homenaje parecía unánime. Pero el tono debió cambiar rápidamente. Después de los elogios al uso, la prensa se volvió hacia el asesino, contando con gran detalle como ese joven patriota, hijo de samurái, se había visto conmocionado por la conducta de Mori en Ise… Pronto Nishino fue calificado como "patriota devoto", mientras que Mori era descrito como un hombre "afecto a las maneras occidentales"».